# 삼화초등학교 (제주)
삼화초등학교는 대한민국 제주특별자치도 제주시에 있는 공립 초등학교이다.

## 학교 연혁
- 2013년 3월 7일 : 삼화초등학교 공사 착공
- 2013년 7월 22일 : 삼화초등학교 교명 확정
- 2014년 1월 1일 : 제주특별자치도 도립학교 설치조례 공포
- 2014년 2월 15일 : 삼화초등학교 준공
- 2014년 3월 1일 : 삼화초등학교 11학급, 병설유치원 1학급 인가
- 2014년 3월 3일 : 2014학년도 입학식(1학년 4학급)
- 2014년 3월 4일 : 병설유치원 입학식(1학급)
- 2014년 5월 26일 : 개교일
- 2015년 2월 12일 : 제1회 졸업식(졸업생 11명, 남 6명, 여 5명)
- 2015년 3월 1일 : 22학급(특수학급 1학급 신설) 편성
- 2015년 3월 1일 : 교육부 요청 제주특별자치도교육청 지정 안전교육시범학교 운영(2015.3.1.~2016.2.29. 1년간)
- 2015년 3월 2일 : 2015학년도 입학식(1학년 6학급)
- 2016년 2월 5일 : 제2회 졸업식(졸업생 53명, 남 27명, 여 26명)
- 2016년 3월 1일 : 27학급(특수 1학급) 편성
- 2016년 3월 1일 : 교육실습 협력학교 운영(2016.3.1.~2017.2.29.)
- 2016년 3월 2일 : 2016학년도 입학식(1학년 6학급)
- 2016년 9월 1일 : 제3대 홍희정 교장 취임
- 2017년 2월 13일 : 제3회 졸업식(졸업생 51명, 남 25명, 여 26명)
- 2017년 3월 2일 : 2017학년도 입학식(1학년 5학급)
- 2017년 3월 3일 : 2017학년도 병설유치원 입학식(1학급)
- 2018년 1월 30일 : 제4회 졸업식(졸업생 82명, 남 38명, 여 44명)
- 2018년 3월 1일 : 소프트웨어교육 중점학교 선정
- 2018년 3월 2일 : 2018학년도 입학식(1학년 5학급)
- 2019년 1월 29일 : 제5회 졸업식(졸업생 103명, 남 56명, 여 47명)
- 2019년 3월 4일 : 2019학년도 입학식(1학년 5학급)

## 참고 자료
- 삼화초등학교 - 한국교육학술정보원 학교알리미